# BYO Split Series, Vol. 1
BYO Split Series, Vol. 1 is een splitalbum van de punkbands Leatherface (Engeland) en Hot Water Music (Amerika). Het album werd 20 april 1999 uitgegeven door BYO Records en was het eerste album uit de BYO Split Series, waarna nog vier zouden volgen.

## Nummers

### Leatherface
1. "Andy" - 3:26
2. "Eat Her Face" - 2:01
3. "Wax Lyrical" - 3:53
4. "Punch" - 3:21
5. "Deep Green Beautiful Levelling" - 3:39
6. "Gangparty" - 3:48

### Hot Water Music
1. "Caught Up" - 2:11
2. "Wrong and Righteous" - 2:23
3. "Take It As It Comes" - 1:54
4. "Dead End Streets" - 2:51
5. "The Bitter End" - 3:45